# 우치다 교헤이
우치다 교헤이(일본어: 内田 恭兵, 1992년 11월 5일 ~ )는 일본의 전 축구 선수이다.

## 구단 경력
그는 2015년부터 2021년까지 J리그의 교토 상가 FC, AC 나가노 파르세이루에서 활동하였다.